# Ebenezer Cooke
Pour les articles homonymes, voir Cooke.
Ebenezer Cooke (1853-1904) était un enseignant en art, un philosophe et un pionnier de l'éducation artistique. Il est aussi connu pour son intérêt pour les dessins d'enfant, un sujet qui sera ensuite exploré par de nombreux psychologues et chercheurs.

## Éléments de biographie

### Apprentissage artistique
Apprenti dessinateur lithographique, il fut initié par son frère Mardochée aux conférences de Frederick Denison Maurice au Hall of Association, 34 Castle Street East, Londres, en 1853, et à l'été 1854.
Quand le Working Men's College a été créé (en 1854), il suivit les premiers cours de dessin de John Ruskin.
Au cours des années 1850 et 1860, Cooke est influencé par Herbert Spencer ; et il devient un élève de Pestalozzi, développant un enthousiasme pour les méthodes pestalozzienne et froebellienne pour lesquelles il devint un interprète influent.

### Cooke enseignant
Après un partenariat infructueux avec John Fotheringham, étudiant dans la même université (Working Men's College), il abandonne son métier. Il se met à enseigner, sous l'influence de Ruskin.
Vanessa Bell a commencé sa formation artistique sous la tutelle de Cooke.
Il succède à Ruskin en tant que maître de dessin au Working Men's College ; et il enseigne dans d'autres établissements londoniens.
Thomas Ablett, Alexander Bain et le psychologue James Sully, font progresser la réflexion sur l'éducation artistique ; Sully et Cooke ont eu une influence particulière l'un sur l'autre.
Cooke a siégé au Conseil de la Société d'éducation (fondée en 1875) qui deviendra ensuite la Société pour le développement de la science de l'éducation.
En 1904, il siège au Comité du Troisième Congrès international pour le développement du dessin et de l'enseignement des arts.

## Cooke et les dessins d'enfant
Cooke est l'un des premiers pédagogues connus à accorder une grande importance aux dessins des jeunes enfants.
En 1885, il publie une analyse de dessins d'enfants qui aura une grande influence sur les enseignants et les chercheurs.
En 1894, il publie une édition anglaise de How Gertrude Teaches Her Children de Pestalozzi.
Cooke était le frère cadet du botaniste et mycologue Mordecai Cubitt Cooke (1825 - 1914) et il a contribué à illustrer un certain nombre de ses publications.